# Thomas III. (Savoyen)
Thomas von Savoyen, Herr von Piémont (auch Thomas III. von Savoyen; genannt Tomasino) (* um 1252; † April 1282 in Saint-Genix-sur-Guiers) war ein Adliger aus dem Königreich Arelat. Er war wie sein Vater nie Graf von Savoyen, wird jedoch in der Literatur als Thomas III. bezeichnet.

## Herkunft und Kindheit
Thomas entstammte dem Haus Savoyen. Er war der älteste Sohn von Thomas II. von Savoyen und dessen Frau Beatrice dei Fieschi. Sein Vater war ein jüngerer Bruder von Graf Amadeus IV. von Savoyen. Als Vasall seines Bruders war er Graf von Piemont. Graf Amadeus hatte vor seinem Tod 1253 verfügt, dass sein Bruder Thomas als Regent für seinen minderjährigen Sohn Bonifaz in der Grafschaft Savoyen dienen sollte. Sollte Bonifaz ohne männliche Nachkommen sterben, dann sollte Thomas oder seine Söhne Savoyen erben. Thomas von Savoyen wurde 1255 in einer Fehde mit der Stadt Asti in Turin gefangen genommen. Er wurde vermutlich im Juni 1257 freigelassen, doch als Sicherheit musste er seine beiden ältesten Söhne, den höchstens fünf Jahre alten Tomasino und den jüngeren Sohn Amadeus als Geisel stellen. Beim Tod seines Vaters im Februar 1259 wurden Thomas und sein Bruder immer noch als Geisel in Asti festgehalten. Auf Bitten seiner Mutter Beatrice verhandelte sein Onkel Kardinal Ottobono Fieschi mit der Stadt und erreichte vor 1260 die Freilassung von Thomas und Amadeus.

## Rolle im Erbstreit mit seiner Cousine Beatrix
Nach dem kinderlosen Tod von Graf Bonifaz 1263 übernahm Peter von Savoyen, ein weiterer Bruder von Thomas von Savoyen, die Herrschaft. Vor 1268 wurde der jüngere Thomas volljährig. Nach dem Testament von Graf Amadeus hätte er nach dem Tod von Peter von Savoyen 1268 die Herrschaft in Savoyen antreten sollen. Offenbar akzeptierte er aber das Testament von Peter, der seinen jüngsten Bruder Philipp als Erben von Savoyen eingesetzt hatte. Savoyen befand sich in der Zeit in einer schwierigen politischen Lage, und offenbar hatte Peter gehofft, dass der erfahrene Staatsmann Philipp die Situation besser als der junge und unerfahrene Thomas bewältigen konnte. Da Philipp wahrscheinlich bereits über 60 Jahre alt war und keine eigenen Kinder hatte, war Thomas sein nächster Erbe.
Seine eigenen Besitzungen wie Faucigny vermachte Peter seiner Tochter Beatrix, was zu einem Konflikt zwischen ihr und ihrem Onkel Philipp führte. Als Philipp 1270 schwer erkrankte, schloss Thomas zusammen mit seinem jüngeren Bruder Amadeus ein Abkommen mit ihrer Cousine Beatrix. Darin machten sie Beatrix in dem Erbstreit Zugeständnisse. Dennoch zeigt das Abkommen deutlich, dass die beiden Brüder die Herrschaft von Philipp billigten. Sie erklärten, dass das mit Beatrix geschlossene Abkommen nichtig sei, falls Philipp genesen würde. Tatsächlich wurde Philipp bald wieder gesund. Als im August 1271 ein Abkommen den Erbstreit zwischen ihm und Beatrix beendete, bürgten Thomas und Amadeus für ihre Cousine.

## Reise nach England und Ausgleich mit Asti
1270 reiste Thomas zusammen mit seinen Brüdern Amadeus und Ludwig nach England. Ihr Onkel Peter hatte in England umfangreiche Besitzungen besessen, die er ihnen zum Teil in seinem Testament vermacht hatte. Der englische König Heinrich III., der ihre Cousine Eleonore von der Provence geheiratet hatte, empfing seine Verwandten herzlich. Die Besitzungen von Peter hatte er aber bereits als Lehen an seinen Sohn Eduard vergeben. Da dieser kurz zuvor zu einem Kreuzzug aufgebrochen war, standen die Besitzungen unter dem besonderen Schutz der Kirche. Erst nach der Rückkehr von Eduard vom Kreuzzug könnten Thomas und seine Brüder ihre Ansprüche erneuern. Zur Entschädigung versprach der König jedem der drei Brüder eine jährliche Pension von 100 Mark. Daraufhin traten Thomas und seine Brüder die Heimreise nach Savoyen an. Unterwegs besuchten sie den französischen Königshof. Dort erinnerte ihre Cousine Königin Margarete sie daran, dass ihr Vater ihr 7000 Livres tournois geschuldet hatte. Im Gegenzug konnten Thomas und seine Brüder aber erreichen, dass der französische König endlich die 1257 zugesagte Entschädigung an Kaufleute aus Asti zahlte. In Frankreich waren nach der Gefangennahme ihres Vaters 1255 Kaufleute aus der Lombardei verhaftet und lange Zeit gefangen gehalten worden. Jetzt zahlte der französische König eine Entschädigung von 53.000 Livres tournois an Asti. Daraufhin übergab die Stadt vor Juni 1270 die verpfändeten Städte Carignano, Villafranca und Cumiana an Thomas zurück.
Im Dezember 1271 schloss Thomas ein Abkommen mit Otto, dem ältesten Stiefsohn seines Onkels Philipp, der auch Erbe der Pfalzgrafschaft Burgund war. Darin sicherte Otto Thomas seine Unterstützung zu, falls sein Halbbruder Pierre de Chalon, der Thomas Cousine Beatrice Contesson geheiratet hatte, Erbansprüche auf Savoyen erhob. Auf Betreiben seines Onkels Philipp heiratete Thomas 1274 dessen Stieftochter Guia von Burgund. Philipp hatte vermutlich zuvor gehofft, ihn mit einer Tochter von König Alfons X. von Kastilien oder einer anderen hochrangigen Braut zu verheiraten. Wohl deshalb war sein Bruder Amadeus und nicht Thomas bereits mehrere Jahre zuvor von Philipp mit der Erbin der französischen Herrschaft Bresse verheiratet worden.

## Herr von Piémont

### Konflikt mit dem Bischof von Turin
Nachdem er vor 1268 volljährig geworden war, hatte Thomas die Verwaltung der Besitzungen seines Vaters im Piémont übernommen. Vermutlich waren nach der Niederlage seines Vaters gegen Asti und Turin aber nur noch das Val di Susa sowie die Städte Vigone und Miradolo im Besitz von Thomas. Cavour, Alpignano, Collegno und andere Städte und Burgen waren durch den Krieg verloren oder für die Freilassung von Thomas Vater verpfändet worden. Dazu sah sich Thomas im Piemont der Rivalität von Markgraf Wilhelm VII. von Monferrat und von Bischof Goffredo Montanari von Turin gegenüber. Die beiden versuchten, von der Unerfahrenheit des jungen Thomas zu profitieren und ihre Besitzungen auf seine Kosten zu erweitern. Noch 1267 hatte Papst Clemens IV. auf Betreiben des Bischofs Thomas und seine Mutter Beatrice aufgefordert, die Burgen von Rivoli, Cavour und Castelvecchio an den Bischof zurückzugeben. Dabei waren bis auf Rivoli die Burgen gar nicht im Besitz von Thomas oder seiner Mutter gewesen. Seine Mutter ignorierte diese und weitere Aufforderungen des Papstes. Da der Papst im November 1268 starb und erst 1271 ein neuer Papst gewählt wurde, blieb diese Missachtung des Papstes folgenlos.

### Konflikt mit dem Markgrafen von Montferrat
Im April 1276 hatte Markgraf Wilhelm von Montferrat die Herrschaft in Turin und wenig später in zahlreichen anderen norditalienischen Städten wie Ivrea erlangt. Zwar bedrohte seine Expansion nicht vorrangig Savoyen, doch Thomas bestand auf seinen Ansprüchen auf Turin. Im Sommer 1278 verbündete er sich mit Asti und Chieri und konnte sich auch mit Markgraf Thomas I. von Saluzzo verständigen. Als im Mai 1280 Markgraf Wilhelm mit nur kleinem Gefolge durch Savoyen ritt, wurde er von Gefolgsleuten von Bischof Amadeus von Roussillon von Valence-Die gefangen genommen. Die genauen Umstände des Überfalls sind unklar, doch wahrsceinlich hatte der Bischof den Überfall ausgeführt und den Gefangenen kurz darauf an Thomas übergeben. Am 21. Juni 1280 musste der Markgraf der Übergabe von Turin, Collegno und Grugliasco an Thomas zustimmen, da er diese angeblich zu Unrecht besetzt hielt. Weiter musste er zustimmen, dass Cavoretto, Montossolo und Alpignano zu Savoyen gehörten. Schließlich musste er ein Lösegeld von 1800 Livres tournois an den Bischof zahlen, ehe er Mitte August seine Reise zu König Peter III. von Aragón fortsetzen konnte. Thomas besetzte noch ab August 1280 Turin und die anderen Städte, nur die Eroberung von Alpignano scheiterte. Der Überfall sorgte für großes Aufsehen. Papst Nikolaus III. und der französische König Philipp III. protestierten, doch offenbar konnte Thomas sie beschwichtigen. Der König von Aragón, der als Schwiegersohn von Manfred von Sizilien gegen Karl von Anjou die Krone von Sizilien beanspruchte, war über die Gefangennahme seines Verbündeten höchst aufgebracht. Zusammen mit Wilhelm von Montferrat plante er im Oktober 1280 nicht nur die Rückeroberung von Turin, sondern die Vertreibung des Hauses Savoyen und die Aufteilung ihrer Besitzungen. Wenig später wurde der König von Aragón aber in einen Erbfolgestreit in Kastilien verwickelt, und ohne seine Unterstützung hatte der Markgraf von Montferrat nicht die Mittel für einen groß angelegten Krieg gegen Savoyen. Deshalb wurden ihre Pläne zur Eroberung von Savoyen nie ausgeführt. Dank der Gefangennahme des Markgrafen hatte Thomas nun fast alle Besitzungen im Piémont zurückgewonnen, die sein Vater 1255 verloren hatte.

### Konflikt mit der Dauphine und mit Karl von Anjou
Vor März 1280 überfiel Thomas mit mindestens fünfzehn Rittern die Burg von Avalon, die zu den Besitzungen des Dauphins von Viennois gehörte. Dies war der Beginn einer neuen Fehde mit seiner Cousine Beatrix, der Dauphine, die Ende 1281 durch einen Kompromiss beigelegt wurde.
Thomas Herrschaft im Val di Susa wurde seit mehreren Jahren durch die expansive Politik von Karl von Anjou, Graf der Provence bedroht. Im Oktober 1281 gehörte er einem von seiner Cousine, der Königswitwe Margarete von Frankreich initiierten Bündnis von Adligen aus Burgund, der Provence und Savoyen an, das sich in Mâcon traf. Bevor es aber zu einem offenen Konflikt mit Karl von Anjou kam, erkrankte Thomas im April 1282 und starb kurz darauf.

## Nachkommen und Erbe
Mit seiner Frau Gui von Burgund hatte er fünf Söhne, von denen der älteste bei seinem Tod noch keine sieben Jahre alt war:
- Philipp von Savoyen, Herr von Piemont und Fürst von Achaia (vor 1278–1334)
- Peter von Savoyen († 1332), Erzbischof von Lyon
- Thomas von Savoyen († vor 1340), Kanoniker in Amiens
- Amadeus von Savoyen († vor 1340), Archidiakon von Reims
- Wilhelm von Savoyen († um 1326), Abt von Sacra di San Michele

In seinem Testament setzte er seine Frau als Regentin im Piemont ein. Sie sollte als Wittum Carignano, Cavour und Villafranca erhalten. Dazu hatte er offenbar gegenüber dem Bischof von Turin ein schlechtes Gewissen und vermachte, dass diesem Castelvecchio übergeben werden solle. Der alte Graf Philipp von Savoyen konnte im Mai 1282 Markgraf Wilhelm von Montferrat bewegen, einen Waffenstillstand zu schließen. In diesem erkannte er die Besitzungen der minderjährigen Söhne von Thomas im Piemont an und verzichtete auf seine alten Erbansprüche. Da Thomas Söhne noch minderjährig waren, überging Graf Philipp sie nun in der Erbfolge und bestimmte Thomas jüngeren Bruder Amadeus zu seinem Erben in Savoyen.